# Lü Xiaojun
Lü Xiaojun (chinesisch 吕小军, Pinyin Lǚ Xiǎojūn; * 27. Juli 1984 in Hubei) ist ein chinesischer Gewichtheber. Er wurde 2009, 2011 und 2013 Weltmeister im Mittelgewicht (bis 77 kg), 2018 Weltmeister im Mittelgewicht (bis 81 kg) und 2012 (77 kg) sowie 2021 (81 kg) Olympiasieger in dieser Gewichtsklasse.

## Werdegang
In seiner Jugend war Lü Xiaojun Leichtathlet (Sprinter). Weil er dazu zu klein war, wechselte er zum Gewichtheben und entwickelte sich dort rasch zu einem Spitzenheber. Er startet für das Team von Tianjin.
Im Jahre 2004 wurde er in Minsk Junioren-Weltmeister im Leichtgewicht mit einer Leistung von 322,5 kg (147,5–175) im Zweikampf vor seinem Landsmann Yao Yuewei, 320 kg (152,5–167,5) und Mete Binay aus der Türkei, 315 kg (145–170). Aus den nächsten drei Jahren, die dem Aufbau seines Leistungsvermögens dienten, sind keine Ergebnisse bekannt.
Im April 2008 belegte er dann bei der chinesischen Meisterschaft im Mittelgewicht mit 362 kg (163–199) den 3. Platz hinter Li Hongli, 364 kg (163–201) und Li Shuangzhou, 363 kg (163–200). Er verfehlte damit nur ganz knapp einen Startplatz bei den Olympischen Spielen in Peking. Stattdessen wurde er bei der Asienmeisterschaft 2008 in Kanazawa eingesetzt. Dort war er aber nicht mehr in bester Form und musste sich im Mittelgewicht mit 346 kg (158–188) seinem Landsmann Lu Changliang, 347 kg (152–195) knapp geschlagen geben.
Bei der chinesischen Meisterschaft 2009 steigerte er sich im Zweikampf auf 373 kg (170–203), wurde dort aber trotzdem von Su Dajin, der 374 kg (165–209) erzielte, geschlagen. Zusammen mit diesem Heber wurde er dann bei der Weltmeisterschaft in Goyang/Südkorea im Mittelgewicht eingesetzt. In Goyang erzielte er im Reißen mit 174 kg einen neuen Weltrekord. Zusammen mit seiner Leistung im Stoßen von 204 kg erzielte er im Zweikampf 378 kg, was ebenfalls neuer Weltrekord war. Den alten Weltrekord hielt Plamen Scheljaskow aus Bulgarien mit 377 kg. Lü Xiaojun wurde mit seiner Leistung neuer Weltmeister vor Tigran Geworg Martirosjan aus Armenien, der auf 370 kg (170–200) kam und Su Dajin, der mit 365 kg (165–200) seine Leistung von der chinesischen Meisterschaft nicht ganz wiederholen konnte.
Bei der Weltmeisterschaft 2010 in Antalya war Tigran Martirosjan im Mittelgewicht wieder der Hauptkonkurrent von Lü Xiaojun. Im Reißen schaffte Lü im zweiten Versuch 170 kg und wurde daraufhin von seinen chinesischen Trainern an die Weltrekordlast von 175 kg geschickt. Er konnte dieses Gewicht aber nicht bewältigen. Martirosjan hatte zwischenzeitlich 173 kg gerissen und war damit Weltmeister. Im Stoßen versagte Martirosjan zunächst bei 200 kg, die von Lü Xiaojun im ersten Versuch  gestoßen wurden. In seinem zweiten Versuch bewältigte Martirosjan dann 200 kg und nahm zu seinem dritten Versuch 205 kg, an denen er aber im Ausstoß wieder deutlich scheiterte. Lü hatte danach die Möglichkeit, mit gestoßenen 206 kg an Tigran Martirosjan vorbeizuziehen und Weltmeister im Zweikampf und im Stoßen zu werden. Überraschenderweise scheiterte er aber zweimal an diesem Gewicht und zwar jedes Mal beim Ausstoß. Bei diesem Zweikampf zeigte sich ganz deutlich, dass die Standstoßtechnik, die beide Heber anwandten, große Probleme im Ausstoß mit sich bringt. Sowohl Lü Xiaojun als auch Tigran Martirosjan setzen die von ihnen genommenen Gewichte sehr leicht um, konnten aber beide beim Ausstoß zweimal die sich bereits über dem Kopf befindende Hantel nicht fixieren, weil sie entweder zu weit vor oder zu weit hinter dem Körperschwerpunkt lag und deshalb beim Aufstehen abfiel.
2011 wurde Lü Xiaojun in Paris aber wieder Weltmeister. Er erreichte dort im Zweikampf 375 kg (170–205). Mit diesem Ergebnis verwies er seinen Landsmann Su Dajin, der auf 372 kg (166–206) und den Olympiasieger von 2008 Sa Jae-hyouk, Südkorea, 360 kg (157–203) auf die Plätze.
2012 musste er bei der chinesischen Meisterschaft in Fuzhan eine überraschende Niederlage hinnehmen. Er erzielte dort im Zweikampf 373 kg (172–201) und unterlag gegen Lu Haojie, der auf 375 kg (175–200) kam. Bei den Olympischen Spielen 2012 in London konnte er sich aber revanchieren und die Goldmedaille vor Lu Haojie erringen. Er erzielte dabei im Zweikampf 379 kg (175–204) und lag klar vor Lu Haojie, der nur auf 360 kg (170–190) kam.
Einen weiteren Weltmeistertitel im Zweikampf erreichte Lü Xiaojun bei der Weltmeisterschaft 2013 in Wrocław. Er erzielte dabei 380 kg (176–204). Die Leistungen im Zweikampf und im Reißen waren dabei Weltrekorde. Im September 2014 siegte er auch bei den Asienspielen in Incheon/Südkorea. Er erzielte dabei im Zweikampf 375 kg (175–200).
2022 meldet die ITA (International Testing Agency), dass eine Probe, die am 30. Oktober 2022 von Lü Xiaojun bei einem Test außerhalb von Wettkämpfen entnommen wurde, ein ungewöhnliches Analyseergebnis (Adverse analytical finding) für das verbotene Peptidhormon Erythropoetin (EPO) ergab.

## Internationale Erfolge
| Jahr | Platz | Wettbewerb                      | Gewichtsklasse | |
| 2004 | 1.    | Junioren-WM in Minsk            | Leicht         | mit 322,5 kg (147,5–175), vor Yao Yuewei, China, 320 kg (152,5–167,5) und Mete Binay, Türkei, 315 kg (145–170)         |
| 2008 | 2.    | Asien-Meisterschaft in Kanazawa | Mittel         | mit 346 kg (158–188), hinter Lu Changliang, China, 347 kg (152–195), vor Sohrab Moradi, Iran, 325 kg                   |
| 2009 | 1.    | WM in Goyang/Südkorea           | Mittel         | mit 378 kg (174–204), vor Tigran Geworg Martirosjan, Armenien, 370 kg (170–200) und Su Dajin, China, 365 kg (165–200)  |
| 2010 | 2.    | WM in Antalya                   | Mittel         | mit 370 kg (170–200), hinter Tigran Geworg Martirosjan, 373 kg (173–200), vor Tarek Yehia, Ägypten, 356 kg (157–199)   |
| 2011 | 1.    | Asienmeisterschaft in Tongling  | Mittel         | mit 352 kg (160–192), vor Pang Kum-Chol, Nordkorea, 341 kg (150–191) und Kirill Pawlow, Kasachstan, 335 kg (150–185)   |
| 2011 | 1.    | WM in Paris                     | Mittel         | mit 375 kg (170–205), vor Su Dajin, China, 372 kg (166–206) und Sa Jae-hyuk, Südkorea, 360 kg (157–203)                |
| 2012 | Gold  | Olympische Spiele in London     | Mittel         | mit 379 kg (175–204), vor Lu Haojie, China, 360 kg (170–190) und Iván Cambar, Kuba, 349 kg (155–194)                   |
| 2013 | 1.    | WM in Wrocław                   | Mittel         | mit 380 kg (176–204), vor Kim Kwang Song, Nordkorea, 359 kg (163–196) und Ulugbek Alimow, Usbekistan, 355 kg (158–197) |
| 2014 | 1.    | Asienspiele in Incheon          | Mittel         | mit 375 kg (175–200), vor Kim Kwang Song, 363 kg (168–195) und Chatuphum Chinnawong, Thailand, 353 kg (163–190)        |
| 2018 | 1.    | WM in Aşgabat                   | Mittel         | mit 374 kg (172–202), vor Mohamed Ihab, Ägypten, 373 (173–200) und Li Dayin, China, 372 (168–204)                      |
| 2021 | Gold  | Olympische Spiele in Tokio      | 81 kg          | mit 374 kg (170–204)                                                                                                   |

## WM-Einzelmedaillen
- WM-Goldmedaillen: 2009/Reißen, 2010/Stoßen, 2011/Reißen, 2013/Reißen, 2013/Stoßen, 2015/Reißen
- WM-Silbermedaillen: 2009/Stoßen, 2010/Reißen, 2011/Stoßen

## Nationale Erfolge
| Jahr | Platz | Wettbewerb                 | Gewichtsklasse |                                                                                             |
| 2008 | 3.    | Chinesische Meisterschaft  | Mittel         | mit 362 kg (163–199), hinter Li Hongli, 364 kg (163–201) u. Li Shuangzhou, 363 kg (163–200) |
| 2009 | 2.    | Chinesische Meisterschaft  | Mittel         | mit 373 kg (170–203), hinter Su Dajin, 374 kg (165–209), vor Li Hongli, 365 kg (170–195)    |
| 2010 | 1.    | Chinesische Meisterschaft  | Mittel         | mit 366 kg (166–200), vor Zhong Guoshun, 361 kg (165–196) u. Liang Chenxi, 360 kg (163–197) |
| 2012 | 2.    | Chinesische Meisterschaft  | Mittel         | mit 373 kg (172–201), hinter Lu Haojie, 375 kg (175–200), vor Tian Tao, 365 kg (165–200)    |
| 2013 | 1.    | Chinesische Meisterschaft  | Mittel         | mit 371 kg (171–200), vor Lu Haojie, 370 kg (170–200) und Sun Dajin, 361 kg (160–201)       |
| 2013 | 1.    | Chinesische Nationalspiele | Mittel         | mit 366 kg (170–196), vor Sun Dajin, 356 kg (161–195) und Su Ying, 346 kg (155–191)         |

## Weltrekorde
| Datum | Ort     | Disziplin | Gewichtsklasse | Leistung |
| 2012  | London  | Reißen    | Mittel         | 175 kg   |
| 2012  | London  | Zweikampf | Mittel         | 379 kg   |
| 2013  | Wrocław | Reißen    | Mittel         | 176 kg   |
| 2013  | Wrocław | Zweikampf | Mittel         | 380 kg   |

Erläuterungen
- alle Wettkämpfe im Zweikampf, bestehend aus Reißen und Stoßen,
- OS = Olympische Spiele, WM = Weltmeisterschaften,
- Leichtgewicht, bis 69 kg Körpergewicht,
- Mittelgewicht, bis 77 kg Körpergewicht